# حق المدير في الإدارة
حق المدير في الإدارة هو الإقرار في النظام الرأسمالي أو المجتمعات الصناعية الأخرى بالسلطات التأديبية التي يتمتع بها المديرون ويستطيعون تطبيقها على العاملين.  ويرتبط بشكل أساسي بـحقوق الملكية الخاصة للأشخاص الذين يمتلكون وسائل وأدوات إنتاج معينة، وموكليهم المخولين بالتصرف نيابةً عنهم فيما يتعلق بتوجيه العمالة المؤقتة لأداء واجباتها.  وكما هو الحال في علاقة الآجِر بالأجير في القانون الصناعي، فإن حق المدير في الإدارة دائمًا ما يواجه مقاومة مستمرة سواء بالمجتمعات الصناعية، أو الاتحادات العمالية المنظمة، مثل الاتحادات الصناعية الثورية.